# Groupe f/64
Le groupe f/64 est un groupe créé en 1932 par des photographes de San Francisco, notamment Ansel Adams et Edward Weston, afin de promouvoir leur vision commune de la pratique photographique. 
En réaction au pictorialisme en vogue au début du XXe siècle, les membres du groupe entendaient développer une forme de photographie indépendante des arts graphiques préexistants, n'étant définie que par les contraintes et possibilités propres au médium photographique. L'accent était mis sur un style direct et réaliste qu'ils nommaient photographie pure (pure ou straight photography en anglais) ; il s'agissait de reproduire la réalité aussi précisément et objectivement que possible, sans lui faire subir de manipulations comme le pratiquaient les pictorialistes.

## F/64
Le nom du groupe provient de la plus petite ouverture relative disponible sur un objectif de chambre photographique de grand format, que l'on note f/64. Cette ouverture permet d'obtenir une très grande profondeur de champ, et par conséquent une image entièrement nette du premier plan à l'arrière-plan. Le choix de cette ouverture exclut donc de recourir à des effets de flou dans la composition d'une image.

## Style photographique
Les photographes du mouvement f/64 se libèrent de l'horizontalité au profit de la verticalité. Ils saisissent le monde d'une manière inédite (en contreplongée par exemple, c'est une nouvelle manière de voir le monde). Ils prennent pour sujets des objets banals du quotidien, des paysages ou de l'architecture.
Ils introduisent dans leurs photographies des reflets, à l'aide de miroirs ou de vitrines.

## Membres
- Ansel Adams
- Imogen Cunningham
- John Paul Edwards
- Alma Lavenson
- Preston Holder
- Sonya Noskowiak
- Henry Swift
- Willard Van Dyke
- Brett Weston
- Edward Weston

## Sources
- (en) Cet article est partiellement ou en totalité issu de l’article de Wikipédia en anglais intitulé « Group f/64 » (voir la liste des auteurs).